# Бурлаки (Ишимский район)
Бурлаки́ — деревня в Ишимском районе Тюменской области России. Входит в состав Первопесьяновского сельского поселения.

## География
Деревня находится на краю болота Ламенское, на территории Песьяновского природного заказника, на расстоянии 61 км к северу от города Ишим, административного центра района.

### Часовой пояс
Село Бурлаки, как и вся Тюменская область, находится в часовой зоне МСК+2. Смещение применяемого времени относительно UTC составляет +5:00.

## Население
| 2010 |
| ---- |
| 0    |

### Национальный состав
Согласно результатам переписи 2002 года, в национальной структуре населения русские составляли 83 % из 154 чел.